# Božena Šimková (překladatelka)
Božena Šimková (18. září 1881 Královské Vinohrady – 30. října 1958 Třebíč) byla česká překladatelka.

## Biografie
Božena Šimková se narodila v roce 1881 na Královských Vinohradech u Prahy, jejím otcem byl stavitel a továrník Antonín Dvořák. Vystudovala vyšší dívčí školu v Praze a gymnázium Minerva, které však ze zdravotních důvodů nedokončila. Posléze se věnovala cestování, kde se vzdělávala v jazycích, studovala angličtinu, francouzštinu a němčinu. Ve Velké Británii složila státní zkoušku z francouzštiny a následně se vrátila do Československa, kde se vdala za lékaře Josefa Bohuslava Šimka. Ten patřil k zakladatelům České diakonie, spolu s ním ve spolku působila i Božena Šimková. Během první světové války oba manželé působili v Haliči, kde Božena Šimková pracovala jako ošetřovatelka. Po skončení války začali manželé Šimkovi zakládat sociální ústavy. Působili také v evangelickém sboru na Vinohradech, kde působila Božena Šimková jako členka staršovstva. Od roku 1903 se věnovala také překladatelství, od roku 1947 byla členkou Syndikátu českých spisovatelů. Kolem roku 1950 odešla do domova důchodců v Myslibořicích nedaleko Třebíče.

## Dílo
Věnovala se především překladatelství, překlady publikovala v časopisech, ale i knižně. Překládala z angličtiny viktoriánské autory jako byli Charles Dickens, William Makepeace Thackeray, Jane Austenová, Emily Brontëová, Louisa May Alcottová nebo Virginie Woolfová. Ve svých překladech často vkládala i překladatelské vysvětlivky a pozvánky.